# Ruterspindel
Ruterspindel (Araneus sturmi) är en spindelart som först beskrevs av Carl Wilhelm Hahn 1831.  
Ruterspindel ingår i släktet Araneus och familjen hjulspindlar. Arten är reproducerande i Sverige. Inga underarter finns listade i Catalogue of Life.